# Cidade Alerta
Cidade Alerta é um programa jornalístico brasileiro de cobertura policial produzido pela Record. Foi exibido originalmente de 1996 a 2005. Voltou ao ar entre 20 de junho a 12 de setembro de 2011, inicialmente apresentado por José Luiz Datena, depois por William Travassos e por último Reinaldo Gottino. Voltou novamente em 4 de junho de 2012 com a apresentação de Marcelo Rezende e, entre 2017 e 2025, Luiz Bacci, e desde 2025, Reinaldo Gottino.

## História

### 1.ª fase

Antigo logotipo do programa, usado a partir de 2001 na primeira fase até 2003

O programa estreou no dia 8 de janeiro de 1996, inicialmente apresentado por Ney Gonçalves Dias e apresentado somente para o estado de São Paulo, e mais tarde, passou a cobrir todo o Brasil. Em 1997, com a transferência de Ney Gonçalves Dias para o Aqui Agora, no SBT, o programa passou a ser apresentado por João Leite Neto. Em 1998, passou a ser apresentado por Gilberto Barros. Ainda em 1998, o programa passou a ser apresentado por José Luiz Datena de segunda a sexta, sendo aos sábados apresentado por Ulisses Rocha. Ambos ficaram até 21 de junho de 2003, quando passou a ter um rodízio de apresentadores, tais como Oscar Roberto Godói, Milton Neves, Ricardo Capriotti, Luciano Faccioli, Wagner Montes, Percival de Souza e Lino Rossi.
Em 1.º de março de 2004, Marcelo Rezende assumiu a apresentação do programa. Em outubro do mesmo ano, passa a ser apresentado diretamente da redação da RecordTV, e em 2 de junho de 2005, é tirado abruptamente do ar pois era "ruim para a imagem da emissora", e não atraía anunciantes, apesar da boa audiência, segundo executivos.

### 2.ª fase

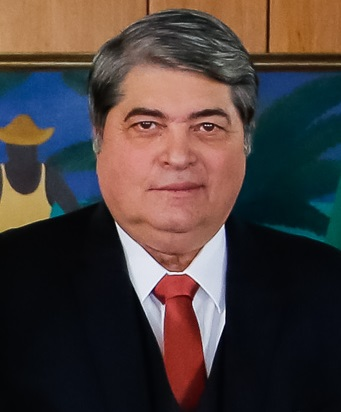
José Luiz Datena apresentou de forma meteórica o programa em seu retorno a grade, de junho a julho de 2011

Em janeiro de 2011, a direção da Record cogitou a volta do programa. A informação foi confirmada dias depois pelo colunista do site UOL, Flávio Ricco. Quanto ao seu formato, seria um telejornal de serviços, indo ao ar, ao vivo, pela manhã. Em junho, a emissora volta atrás: o Cidade Alerta passa a ser exibido em seu antigo formato, no início da noite. Dias depois, traz de volta José Luiz Datena para apresentar o programa. Segundo o jornalista Lauro Jardim, Datena estrearia no comando do Cidade Alerta na segunda-feira, dia 20 de junho. Já Flávio Ricco disse que a estreia estaria prevista para julho. A Record confirmou a informação de Lauro Jardim no mesmo dia. Mais tarde, a Record volta atrás outra vez: passa a mesclar o formato antigo com o jornalismo de serviço. O novo Cidade Alerta estreou no dia 20 de junho de 2011. Segundo o IBOPE, sua estreia marcou 10,3 pontos de audiência com picos de 16, garantindo a vice-liderança no horário, enquanto seu concorrente Brasil Urgente ficou com apenas 2,3 pontos.
O programa foi apresentado direto da central de redação da Record de 20 de junho a 8 de julho de 2011, passando a partir de 11 de julho para um estúdio próprio. Também a partir de 11 de julho passa a ser sucedido pelo Jornal da Record, em função da mudança de horários feita entre este e a telenovela adolescente Rebelde, que até 8 de julho era o programa que sucedia o Cidade Alerta. No dia 29 de julho de 2011, José Luiz Datena encerra o telejornal com a seguinte frase: "Muito obrigado e até um dia". Ele entregara sua carta de rescisão de contrato, apenas quarenta e três dias após estrear o programa (seu compromisso com a emissora seria até junho de 2016). Depois de trazer a público algumas de suas insatisfações com a Record, a direção de jornalismo lhe fez uma solicitação para que não aceitasse mais pedidos de entrevistas, o que fez aumentar o desconforto do apresentador com a emissora. As constantes mudanças no horário do programa e a quebra da rede durante a exibição deste foram outras causas para o agravamento da situação. O jornalista William Travassos assumiu temporariamente a apresentação do Cidade Alerta em 1.º de agosto de 2011. Oito dias depois, em 16 de agosto, Travassos dá lugar a Reinaldo Gottino. A troca de apresentadores ainda acontece em caráter experimental.
No dia 17 de agosto, o jornalístico deixou de ser exibido no Rio de Janeiro, para ceder espaço ao RJ Record, apresentado por Luiz Bacci. A exibição do programa no Rio de Janeiro foi marcada por reduções consecutivas em seu tempo de duração até a extinção ser oficializada. As primeiras edições chegaram a ter duas horas e meia de duração, iniciando às 16h45 e encerrando às 19h15. As perdas de audiência fizeram com que a TV Record Rio de Janeiro esticasse o RJ Record. O jornal passou a começar às 18h30. Poucos dias depois, a TV Record São Paulo alterou o horário de início do Cidade Alerta para as 19h30. Em 11 de agosto um novo corte foi feito e o policialesco passou a ir ao ar às 18h. No dia 16 de agosto a exibição passou a ocorrer às 18h30 e um dia depois, em 17 de agosto, houve extinção da exibição para o Rio. Semana(s) depois se tornou local, somente para a Grande São Paulo. No mês seguinte, em 12 de setembro, foi exibido o último Cidade Alerta para a Grande São Paulo. Semanas após Reinaldo Gottino assumir a apresentação do programa, o jornalístico deixou de ser exibido em rede nacional. No dia seguinte, em 13 de setembro, reestreou o SP Record, com Reinaldo Gottino, que tinha saído do ar em junho para ceder espaço da grade para o Cidade Alerta.

### 3.ª fase

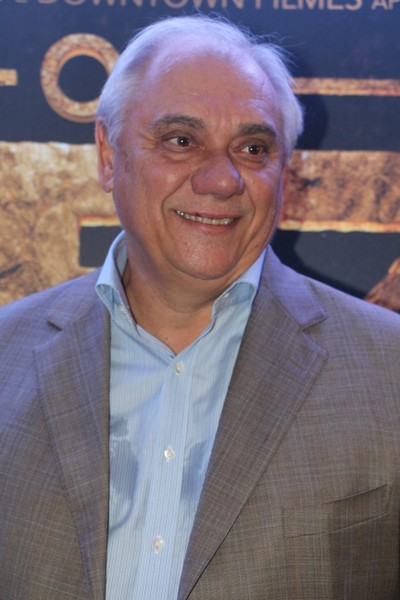
Marcelo Rezende comandou a atração da sua segunda retomada em 2012 até sua morte em 2017, numa das fases de maior prestígio do jornalístico

Com apresentação de Marcelo Rezende e exibido para todo o estado de São Paulo, o Cidade Alerta voltou ao ar em 4 de junho de 2012. Posteriormente, o programa passou a ser transmitido também na TV Record RS em Porto Alegre, TV Nativa de Pelotas, TV Paranaíba de Uberlândia, TV Clube no Recife e TV Antena 10 de Teresina. Uma semana depois, em 11 de junho, estreou o Cidade Alerta Bahia com a apresentação de Adelson Carvalho. No dia 18 de junho, foi a vez da Região Metropolitana do Rio de Janeiro e posteriormente o restante do estado, através da TV Record Norte Fluminense, a ganhar a versão fluminense do Cidade Alerta com apresentação de Luiz Bacci, extinguindo o RJ Record, que continuou apenas em Campos dos Goytacazes. Em 22 de junho, a TV Record Norte Fluminense e a TV Tropical de Natal estreiam as suas versões locais do Cidade Alerta, sendo que esta última o exibia inicialmente na hora do almoço. No dia 14 de janeiro de 2013, o jornalista Rogério Forcolen assume o comando do Cidade Alerta Rio no lugar de Luiz Bacci.
Em 28 de janeiro de 2013, devido aos bons índices de audiência na Grande São Paulo, o Cidade Alerta passa a ser exibido em todo o Brasil, substituindo a série Todo Mundo Odeia o Chris, das 17h30 às 18h15, e posteriormente, todo o antigo horário da série (17h30 às 20h30). No mesmo dia, a TV Record Belém passa a apresentar uma versão local do jornalístico apresentada por Raphael Polito. Em 11 de fevereiro, o programa é exibido pela última vez para o estado da Bahia, tendo sua exibição cancelada a partir do dia seguinte por quase 9 meses, retornando apenas em 4 de novembro. Em 18 de março, a TV Vitória, afiliada da Rede Record no Espírito Santo, estreia a versão capixaba do Cidade Alerta comandada por Ricardo Martins. A NDTV anunciou durante um vídeo institucional que divulgava a nova programação da emissora que passa a valer em 8 de maio a estreia da versão catarinense do Cidade Alerta que será apresentada por Hélio Costa. Na Paraíba o programa sera apresentado Na TV Correio por Fabiano Gomes e terá sua estreia no dia 12 de agosto. Em 21 de setembro, o Cidade Alerta ganha uma edição aos sábados. No dia 9 de outubro de 2013, Luiz Bacci volta ao comando do Cidade Alerta Rio, participando também da edição nacional com links ao vivo, e posteriormente cobrindo as folgas de Marcelo Rezende.
Em 1.º de janeiro de 2015, a edição local do Cidade Alerta em Vitória passou a ser apresentado por Fernando Fully em substituição a Ricardo Martins que foi demitido da emissora em 31 de dezembro de 2014. Em 31 de março de 2015, Luiz Bacci retorna à Rede Record, e reestreia no comando do Cidade Alerta um dia depois, substituindo Marcelo Rezende em sua folga. Volta a ser também apresentador eventual do programa, revezando com Fabíola Gadelha. Em 15 de junho de 2015 estreia na TV Atalaia o Cidade Alerta Sergipe, das 19h até 20h, com apresentação de Gilmar Carvalho. Também em julho de 2015 a Record Goiás lança a versão local do programa com a jornalista Silvye Alves. No dia 31 de maio, a TV Record RS também lança a versão local do programa com o jornalista Voltaire Porto quando a programação da noite foi reformulada.

### 4.ª fase
Em 5 de maio de 2017, Luiz Bacci assumiu a apresentação do noticiário nacional de forma interina, substituindo Marcelo Rezende, que se afastou devido ao tratamento de um câncer no pâncreas. Marcelo morreu em 16 de setembro do mesmo ano, e a partir daí, Bacci assumiu definitivamente o comando do Cidade Alerta.
Em 1.º de junho de 2017, a RecordTV Interior SP estreia a sua versão local do programa. Em 25 de julho, a RecordTV abriu um novo horário de novelas às 18h15, com a reprise da novela Os Dez Mandamentos, além de um novo slot para os telejornais locais às 19h15. Com isso, o Cidade Alerta tornou-se apenas um programa opcional para as afiliadas que não possuem versões locais, perdendo quase duas horas de duração. Com os baixos resultados obtidos, a RecordTV desfez as mudanças em 29 de janeiro de 2018, devolvendo a duração original do programa.
Em 28 de setembro de 2020, o programa vai ao ar com novo cenário, vinheta e grafismos, juntamente com o Balanço Geral.
No dia 17 de janeiro de 2025, Luiz Bacci deixa a apresentação do programa após anunciar saída da Record para focar em projetos na internet, sendo substituído por Reinaldo Gottino, que já vinha apresentando o programa como eventual.

## Audiência
No dia 20 de junho de 2011, na estreia do apresentador José Luiz Datena na segunda fase do programa, o programa marcou 10 pontos de média com picos de 16 segundo o IBOPE, ficando assim na vice-liderança isolada.
O programa reestreou em 4 de junho de 2012 com apresentação em São Paulo e também Via Satélite (televisão a cabo) de Marcelo Rezende, com médias entre 7 e 8 pontos, a partir 2013 o programa passou a ter uma edição nacional e teve um grande crescimento de audiência ficando na vice-liderança pelo IBOPE, com médias entre 10 e 12 pontos e picos entre 12 e 16, atrás apenas da Rede Globo no horário.
No dia 7 de setembro de 2015, o Cidade Alerta marcou 10 pontos de média e registrou um pico de 21 pontos, vencendo o Jornal Nacional da Rede Globo. O pico foi claramente efeito da atração posterior a novela Os Dez Mandamentos que se encontrava em momentos decisivos. Em 2016, perdeu 60% dos confrontos na audiência para a telenovela Lágrimas de Amor.
Em 2018, com Luiz Bacci como apresentador titular, o noticiário teve sua maior audiência em um ano, fechando com média de 10,6 pontos e alcançando pico de 15,2, ficando na vice-liderança isolada e se aproximando da Rede Globo em alguns momentos.
Em alta no Ibope desde que passou a investir em pessoas desaparecidas e investigações sobre paradeiros de bandidos, o Cidade Alerta conseguiu um feito raro no dia 30 de outubro de 2018. Com a notícia em primeira mão da prisão do acusado de matar a jovem Rayane Alves, Luiz Bacci chegou a superar duas novelas da Globo.Teve 14,2 pontos na Grande São Paulo das 18h às 18h15, contra 14,1 de Malhação, e ficou seis minutos à frente de Espelho da Vida. No horário completo, das 16h43 às 19h54, cravou 13,5 pontos.

## Controvérsias

### Acusações de sensacionalismo e incitação à violência
O programa foi acusado várias vezes de apresentar informações sensacionalistas e de desrespeitar inúmeros direitos humanos ao entrevistar suspeitos e criminosos que, segundo acusação, são forçados a responder as entrevistas.<ref>«Guia de monitoramento: Violações de direitos na mídia brasileira II». ANDI - Comunicação e Direitos. Consultado em 26 de outubro de 2015</ref>
Entre 2003 e 2005, o programa entrou no "Ranking da Baixaria na TV", da campanha "Quem Financia a Baixaria é Contra a Cidadania", realizada pela Comissão de Direitos Humanos e Minorias da Câmara dos Deputados em parceria com 60 organizações não-governamentais, que recebe denúncias sobre a qualidade da programação da TV. As denúncias acusavam o programa de incitação à violência, exploração do ser humano e exibição em horário impróprio. Essas denúncias colaboraram para a saída do Cidade Alerta da programação da RecordTV em junho de 2005. De acordo com a plataforma Mídia Sem Violações de Direitos, criada pela associação Intervozes, o Cidade Alerta teve 358 denúncias em 2015 por violação de direitos como desrespeito à presunção da inocência, exposição indevida de pessoas e famílias e violação do direito ao silêncio.
Em fevereiro de 2020, o programa foi alvo de diversas críticas de espectadores e jornalistas por revelar, ao vivo e durante uma entrevista entre o advogado do acusado de um crime com a mãe de uma jovem até então desaparecida, que o homem havia confessado o assassinato da jovem momentos antes e, inclusive, havia indicado o local onde havia colocado o corpo. A mãe da vítima, que havia concordado em participar da coletiva, entrou em desespero e se jogou no chão aos prantos, sendo a transmissão ao vivo de sua casa cortada imediatamente. A emissora, o telejornal e o âncora foram duramente criticados devido à postura sensacionalista com que o caso fora tratado.
Em outubro de 2020, a Record foi condenada a pagar 50 mil reais de indenização a uma jovem que foi apontada pelo programa como suspeita de homicídio sem provas e sua família. O caso ocorreu em 2017, na época em que o programa era apresentado por Marcelo Rezende. A jovem foi acusada de matar a vizinha, embora ela sequer estava sendo investigada pela polícia. A desembargadora do Tribunal de Justiça de São Paulo, Mônica de Carvalho considerou que a vítima de acusação não era, ao menos, investigada pela polícia e concluiu que a emissora propagou fake news em busca de sensacionalismo midiático.
No mesmo mês, a emissora foi condenada a pagar R$ 50 mil a um homem após uma reportagem exibida em Cidade Alerta em 19 de abril de 2018 acusando-o injustamente de estuprar e matar a enteada de dois anos em Ferraz de Vasconcellos, em São Paulo. Durante a reportagem, o apresentador do programa, Luiz Bacci, chamou o suposto agressor de "monstro" e "padrasto cruel". O Tribunal de Justiça de São Paulo argumentou que a emissora "se excedeu no direito de informar" e não aceitou a defesa da emissora, que alegou ter apenas relatado a suspeita sobre a qual recaía sobre o padrasto.